# Pavane
Die Pavane (italienisch Pavana; englisch: Pavana, Pavan, paven, pavin, pavian, pavine, pavyn), auch italienisch Paduana (älter Padoana), ist ein (meist) geradtaktiger, feierlich-langsamer Schreittanz bzw. Reigentanz angeblich spanisch-italienischer Herkunft, der über ganz Europa verbreitet war und im 16. und 17. Jahrhundert seine Blütezeit erlebte.

## Geschichte und Begriff
Der französische Tanztheoretiker Thoinot Arbeau schrieb bereits 1589 in seiner Orchésographie, dass die Pavane „nicht mehr so häufig wie früher“ getanzt wurde. In der ersten Hälfte des 17. Jahrhunderts wurde sie in die deutsche Tanzsuite aufgenommen und kam als Gesellschaftstanz nach und nach aus der Mode. In der Instrumentalmusik findet man sie jedoch bis in die zweite Hälfte des 17. Jahrhunderts. Eine Nachblüte erlebte sie bis ins 18. Jahrhundert in der instrumentalen Kunstform des Tombeau.

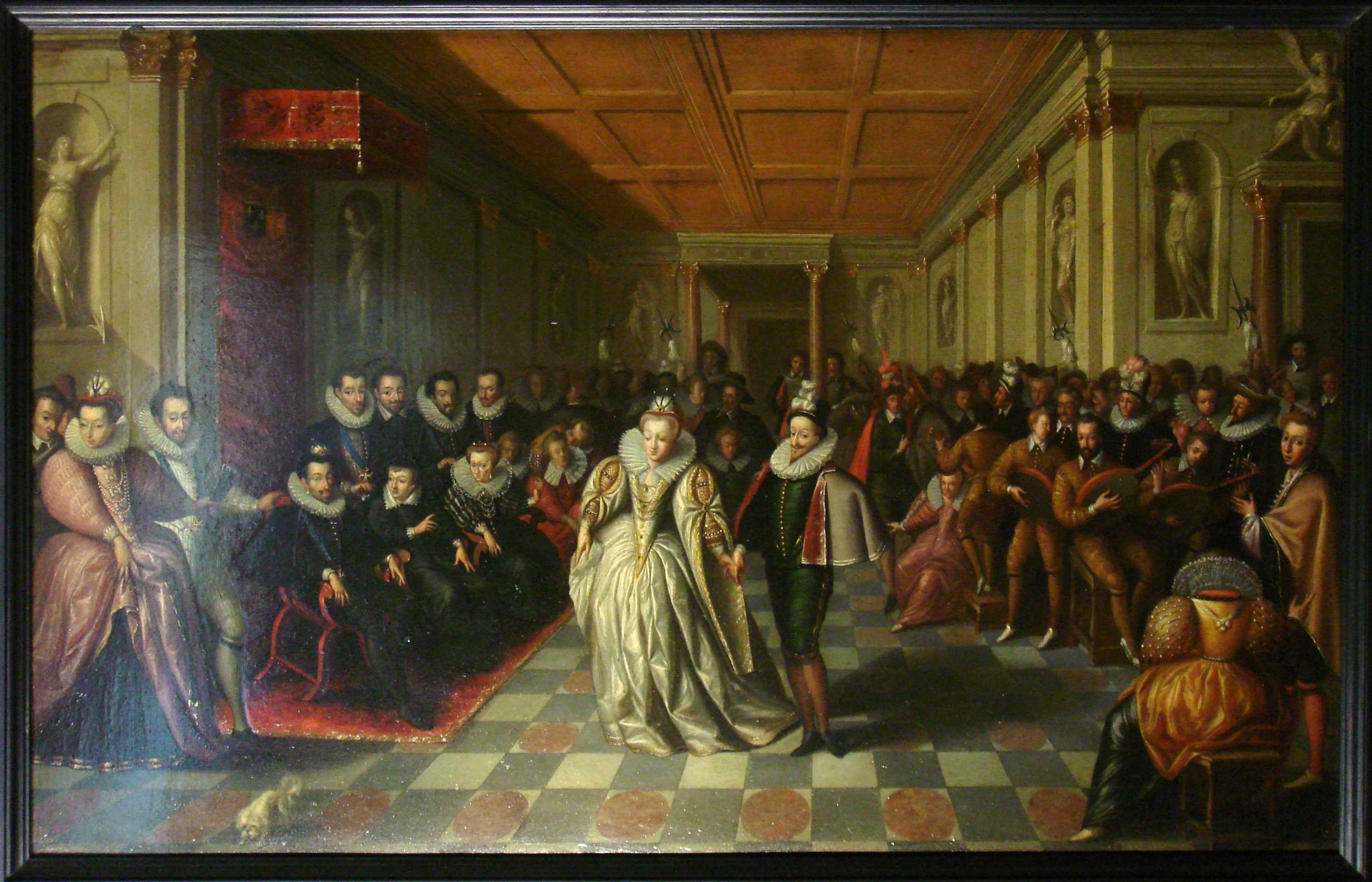
Am Hof des französischen Königs Heinrich III.: Anne de Joyeuse und seine Frau Marguerite de Vaudémont-Lorraine tanzen eine Pavane. Links unter dem Baldachin der König und seine Mutter Caterina de’ Medici, rechts von dieser Königin Louise. Rechts die Musiker.

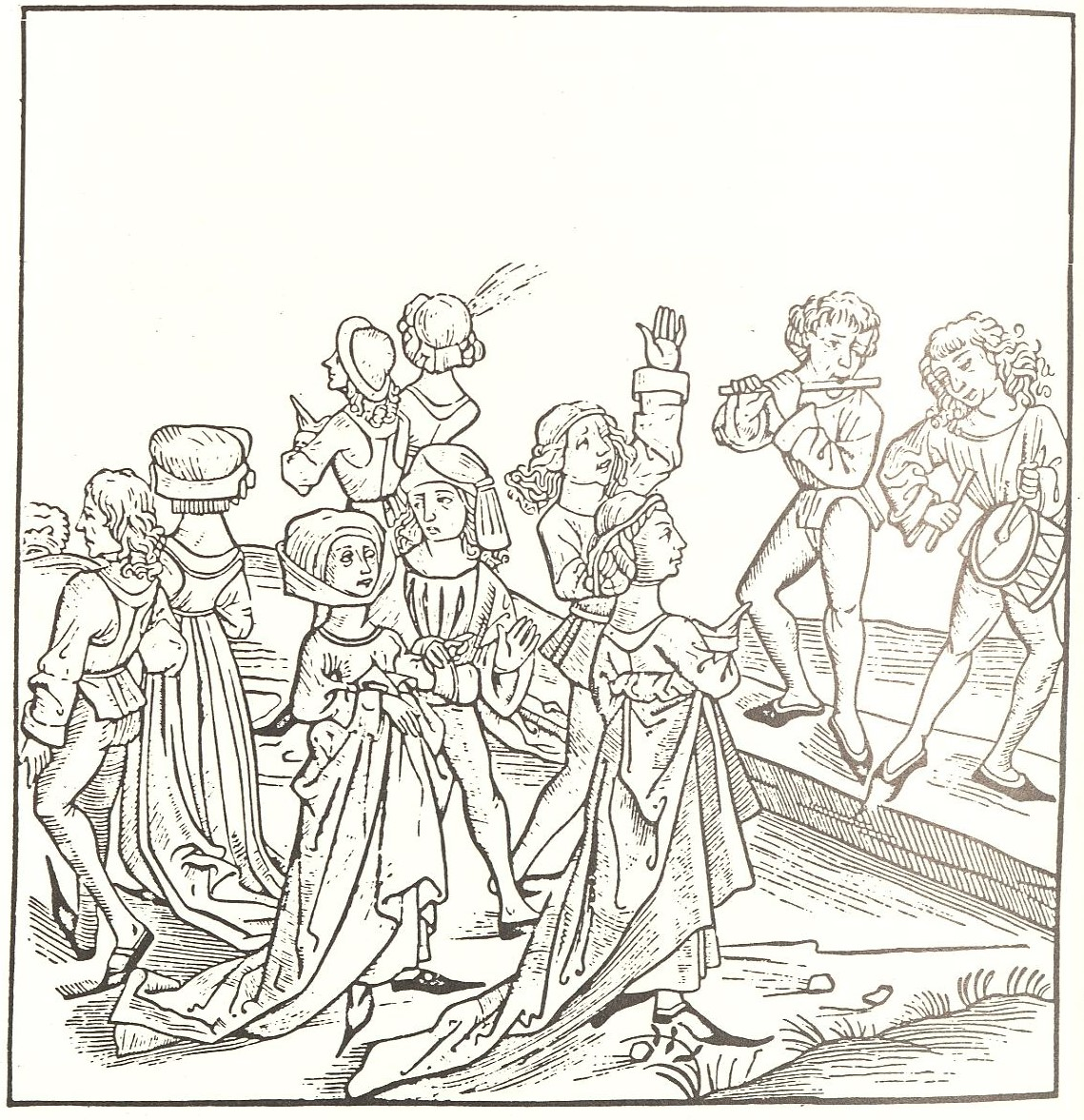
Der Schreit- und Schleiftanz kann als Vorläufer der Pavane angesehen werden. Walter Sorell, 1985

Laut Arbeau (1589) wurde dieser würdevolle Tanz an Königs- und Fürstenhöfen bei großen Feierlichkeiten und Bällen mehr oder weniger vom gesamten Hof getanzt und diente dabei auch der prunkenden Zurschaustellung kostbarer Roben und Gewänder (siehe unten Zitat); man spielte sie auch bei Hochzeiten zum Einzug der Braut in die Kirche. Auch die englische Königin Elisabeth I. hatte anscheinend eine Vorliebe für die Pavane.
Im Wort „Pavane“ (italienisch pavana, von padovana) findet sich der Name der italienischen Stadt Padua, im Dialekt „Pava“ genannt, wo nach einigen Quellen der Ursprung des Tanzes zu suchen ist. Dem widerspricht  allerdings die Tatsache, dass die Paduanen venezianischer Tanzmeister wie Facoli (1588), Radino (1592), und auch Jacob Paix’ Padoana venetiana (1583) grundsätzlich in einem Dreiertakt (Tripeltakt wie der 3/4-Takt) stehen und einen eher poetisch-wiegenden „Gondel“-Charakter haben. (Bereits bei Pierre Attaingnant ist ein einsätziger, im Dreiertakt – hier 3/4-Takt – gehaltener Pavanentyp als Pavane „La Rote de Rode“ nachweisbar, der später Rotta genannt und auf den italienischen Lautenisten Antonio Rotta als Erfinder zurückgeführt wurde.) Auch das seit dem 14. Jahrhundert bekannte Instrumentalstück Lamento di Tristano besteht aus einem langsamen Schreittanz, dem ein schneller Springtanz, genannt „(La) Rotta“, folgt. Andere  Quellen sehen den Ursprung der Pavane in Bezug auf die gravitätischen Bewegungen des Tanzes im spanischen Wort pava bzw. pavón (lateinisch, italienisch und spanisch pavo), das übersetzt Pfau bedeutet.
Die Pavane wird oft mit einem Nachtanz (genannt „Proportio“, meist in Form der Galliarde, bei Attaingnant auch als Saulterelle) im ungeraden Takt kombiniert.
Arbeau unterschied außerdem zwischen der normalen Pavane und der Pavane d’Espagne (Spanische Pavane), die ein etwas anderer, weniger gravitätischer Tanz war, den er sogar mit der Canarie verglich und der zu seiner Zeit (1589) noch relativ neu war.

## Tanz

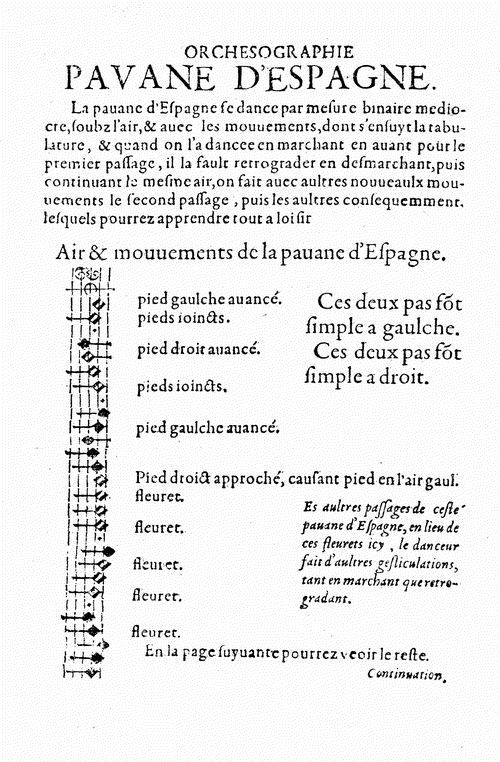
Schrittfolge und Melodie der „Pavane d'Espagne“, Thoinot Arbeau, Orchésographie 1589.

Das Schrittmaterial der Pavane wird mit den französischen Schrittbezeichnungen «simple» und «double» beschrieben und war nach Arbeau sehr einfach: simple links, simple rechts (erster Takt), double links (zweiter Takt). Anschließend wird die Schrittkombination nach rechts wiederholt, anschließend wieder eine Schrittkombination nach links und immer so fort. Jede Schrittkombination führt dabei zu einer Übertragung des Gewichts, so dass abwechselnd der rechte und der linke Fuß frei ist. Der simple besteht dabei aus einem einfachen, flachen Schritt vorwärts. Der freie Fuß wird locker an den belasteten herangezogen, dabei heben sich leicht die Fersen beider Füße. Anschließend schwingt der unbelastete Fuß weiter zum nächsten Schritt. Der Schritt erfolgt dabei auf den ersten Schlag, das Senken und Heben der Fersen auf Schlag 2. Der double besteht aus einer Folge von drei flachen Schritten mit anschließendem Heben und Senken der Fersen. Dabei fällt jeweils ein Schritt auf einen Schlag, das Heben und Senken der Fersen wiederum auf den vierten Schlag. Die Schrittkombination simple-simple-double füllt somit eine musikalische Einheit. Die Arme hängen locker herunter, der Herr fasst die Dame mit seiner rechten Hand und führt sie. Mehrere Paare tanzen prozessionsartig hintereinander fort. Aber auch ein einzelnes Paar kann zum Klang einer Pavane tanzen. Möchte – oder muss – der Herr die Tanzrichtung ändern, vollzieht er eine convience oder conversion, d. h., er tanzt seine Schrittkombination kreisförmig rückwärts, während er die Dame kreisförmig vorwärts führt, bis sie nach einer Schrittkombination eine 180°-Wendung vollzogen haben. Zu Beginn und am Ende vollziehen beide Tanzpartner eine Reverence zueinander: Der Herr bringt sein rechtes Bein gestreckt nach vorne und verbeugt sich vor der Dame, ohne dabei den Kopf sinken zu lassen. Die Dame beugt beide Knie gleichzeitig wie zu einem Knicks. Der Herr kann anschließend noch seine eigene Hand küssen, bevor er sie der Dame reicht (der Handkuss, wie wir ihn heute kennen, kam erst im 19. Jh. auf). Haben beide eine Pavane zusammen getanzt, bringt der Herr die Dame an ihren Platz zurück oder tanzt noch eine Galliarde mit ihr.

„Der Edelmann kann sie tanzen in Mantel und Degen: Und Ihr anderen in langen Roben, ehrbar einherschreitend mit gesetztem Ernst. Und die Demoisellen in bescheidener Haltung, die Augen niedergeschlagen, ab und zu die Anwesenden mit jungfräulicher Sittsamkeit anblickend. Und was die Pavane angeht, sie dient den Königen, Fürsten und Großen Herren dazu, sich an bestimmten feierlichen Festtagen zu zeigen, mit ihren großen Mänteln und Parade-Kleidern. Und dabei begleiten sie die Königinnen, Prinzessinnen und Damen, die langen Schleppen ihrer Roben herabgelassen und hinterherschleifend, manchmal von Demoisellen getragen. […] Man bedient sich der besagten Pavanen auch bei einem Maskenball zum Entrée von Triumphwagen mit Göttern und Göttinnen, Kaisern und Königen voller Majestät.“

## Musik
Die Pavane steht in einem langsamen geraden Takt (C, 2/2 oder 4/4). Die frühesten bekannten Pavanen (italienisch Padoane) finden sich in Joan Ambrosio Dalzas Intabolatura de lauto libro quarto (1508, Venedig: Ottaviano Petrucci). Dem Schreittanz Pavana (bei Dalza Pavana alle venetiana) fügte Dalza als Springtanz den Saltarello und als dritten schnellen Tanz die Piva (von Dalza auch „Spingardo“ genannt) hinzu. Mit dieser Abfolge schuf Dalza eine Vorform der Suite. Pavanen aus der ersten Hälfte oder der Mitte des 16. Jahrhunderts sind in einem mäßig langsamen Tempo von feierlichem Charakter, das sich deutlich an den Tanzschritten und Bewegungen orientiert. Wie bei Tänzen normalerweise üblich, bestehen die Abschnitte aus einer regelmäßigen Anzahl von Takten, z. B. 8, 12, oder 16 Takte.
Eine einfache und vermutlich sehr alte Pavanen-Melodie über einem einfachen Bassmodell bzw. Akkordmuster (Pavaniglia), die in ganz Europa bekannt war und seit etwa 1546 bis ins 18. Jahrhundert als Vorlage für Variationen (etwa bei Giovanni Paolo Foscarini) diente, war die 1578 veröffentlichte Pavana italiana (mit insgesamt sechs Variationen) von Antonio de Cabezón (1510–1566); die gleiche Melodie heißt bei John Bull und anderen Engländern bezeichnenderweise Spanish Pavan (insg. 8 Variationen). Möglicherweise war diese „spanische“ Melodie ein Grund dafür, warum man den Ursprung der Pavane in Spanien (dort, zum Beispiel von Gaspar Sanz 1675, als pavanas bezeichnet) suchte (oder in Italien). Es handelt sich übrigens nicht um die Melodie, die Thoinot Arbeau für die sogenannte Pavane d’Espagne überlieferte, trotzdem könnte es sich bei Cabezóns und Bulls Originalmelodie um eine musikalische Version dieses speziellen Tanzes handeln.
Nach Arbeau wurde die normale Pavane beim Tanzen oft von Trommelschlägen begleitet, in dem oben beschriebenen Rhythmus der Tanzschritte: lang-kurz-kurz (1/2–1/4–1/4). Nach Belieben konnte der Trommelrhythmus aber auch wegfallen. Arbeau gibt als typisches Instrumentarium der Pavane bei großen Festen „Oboen“ («hautbois», vermutl.: Pommern) und Posaunen an, andererseits aber auch Violinen, Spinette, Traversflöten, Blockflöten, „(…) und alle Arten von Instrumenten“.
Die meisten Pavanen sind dreiteilig, wobei jeder Teil wiederholt wird: A–A′–B–B′–C–C′.
Kompositionen für Instrumentalensemble haben normalerweise keine ausgeschriebenen Verzierungen; es ist aber möglich, dass Verzierungen improvisiert wurden, besonders Triller, Doppelschläge u. ä., und vielleicht auch passaggi, solange sie den eigentlichen Tanz nicht störten – durch derartigen Zierrat konnte der noble, feierliche Charakter der Pavane noch gesteigert werden. Schon Attaingnants (1531) Intabulierungen von Pavanen für Tasteninstrumente (Cembalo, Spinett, Virginal) enthalten solche ausgeschriebenen Verzierungen. In den Reprisen (A', B', C') konnte entsprechend mehr gemacht werden.

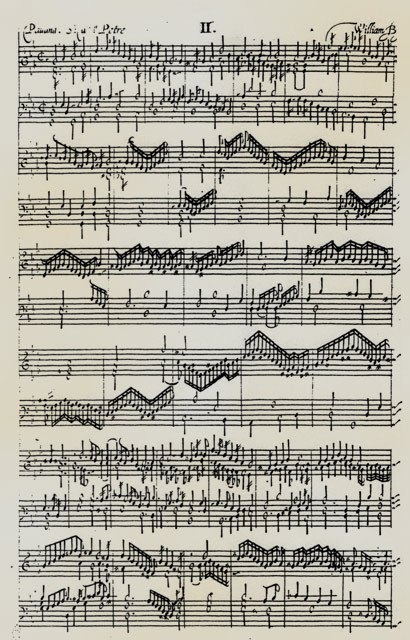
William Byrd, Pavana Sir William Petre, aus: Parthenia, London 1613

Beispielhaft dafür sind die Pavanen englischer Komponisten wie Dowland, Byrd, Bull, Peter Philips u. a. Zugleich erreichte die Pavane gegen Ende des 16. Jahrhunderts in England eine immer größere Stilisierung und als Kunstform ihre allerhöchste Vollendung. Das ist bereits bei Byrds kontrapunktisch gestalteten Pavanen, mit Imitationen in den verschiedenen Stimmen, deutlich zu spüren. Trotz dieser großen Verfeinerung scheinen die meisten von Byrds Pavanen noch tanzbar, auch die Taktverhältnisse sind relativ einfach (siehe oben). In der Folge und bei späteren Virginalisten wird das Tempo jedoch immer langsamer, die Verzierungen immer virtuoser, bin hin zu Zweiunddreißigstelnoten am Rande des Spielbaren. Beispiele dafür sind: John Bulls Pavana of my Lord Lumley, Thomas Warrocks Pavana in B (d. h. in einer ungewöhnlichen Transposition des 6. Tons nach B; Fitzwilliam Virginal Book, XCVII), Thomas Tomkins Pavana in a (Fitzwilliam Virginal Book, CXXIII). Solche Stücke sind mit ziemlicher Sicherheit keine Tänze mehr, sie sind als reine Kunstmusik anzusehen. Manche Pavanen haben auch einen ganz unregelmäßigen Aufbau, z. B. haben die ersten beiden Abschnitte von Bulls Pavana of my Lord Lumley elf Takte und auch bei Morley kommen Abschnitte mit 20 oder 15 Takten vor.
Gleichzeitig entwickelt sich die Pavane immer mehr zu einem Trauerstück, im Sinne einer allgemeinen zeittypischen Mode der Melancholie, aber auch als Lamento oder Tombeau. Bekannte Beispiele dafür sind: Peter Philips Pavana dolorosa mit Galiarda (1593; Fitzwilliam Virginal Book, Nr. LXXX und LXXXI), Anthony Holbornes Countess of Pembrokes Funeralle (1599), John Bulls Chromatic Pavan (mit Galliard), die auch als Queen Elisabeth’s Pavan überliefert ist und zum Tode der Königin geschrieben wurde (1603). Ein echtes Tombeau ist auch Thomas Tomkins Sad Pavan: for these distracted times, die er nach der Hinrichtung von Charles I. 1649 komponierte.
Einen beispiellosen Erfolg hatte Dowlands Pavana Lachrimae aus seiner Sammlung Lachrimae, or Seaven Teares, Figured in Seaven Passionate Pavans (London, 1604), sieben Pavanen für fünf Violen und Laute über das Lautenlied „Flow my tears“ („Fließet, meine Tränen“). Die ausgeschriebenen fließenden Verzierungen der Lautenstimme sind in diesem Fall nicht nur als blumiger Zierrat zu verstehen, sondern wirken geradezu wie ein auskomponierter Fluss von Tränen. Dowlands Pavana Lachrimae kann als die berühmteste aller Pavanen gelten, es existieren auch mehrere reichverzierte Versionen von William Byrd, Giles Farnaby, Sweelinck u. a. Auch Pavanen anonymer Komponisten sind erhalten wie etwa bei Pierre Phalèse (Hortulus Cytharae, 1570) die Pavane des bouffons.
In der gleichen Epoche veröffentlichten Komponisten wie William Brade („Newe ausserlesene Paduanen …“, 1609 u. 1614), Johann Hermann Schein (Banchetto musicale, 1617) oder Samuel Scheidt (Ludi Musici, 1621) in Norddeutschland Paduanen für Instrumentalensemble, die durchaus noch tanzbar wirken und vermutlich auch getanzt wurden. Auch Johann Rosenmüller schrieb noch Suiten mit Paduanen („Paduanen, …“, Leipzig 1645, und „Studenten-Music“, Leipzig 1654). Kunstvolle Pavanen hielten sich auch in der Violenmusik Englands (Alfonso Ferrabosco der Jüngere, William Lawes).
Einige wenige sehr schöne Pavanen schrieben noch die ersten Clavecinisten in Frankreich: Jacques Champion de Chambonnières (1601/2–1672), Henri Dumont und Louis Couperin (ca. 1626–1661). Diese Pavanen sind wieder viel einfacher als die der englischen Virginalisten, sie entsprechen der traditionellen Dreiteiligkeit, ohne ausufernde Verzierungen, aber innerlich belebt, und tendieren in Richtung Tombeau. Chambonnières bringt gerne einen auskomponierten Wechsel zu einem etwas lebhafteren Tempo (z. B. Pavane „L’entretien des Dieux“ in: Pièces de Clavessin I). Ein harmonisch und melodisch besonders vollendetes Beispiel für eine Tombeau-Pavane ist Louis Couperins einzige Pavane in der zu seiner Zeit sehr außergewöhnlichen und ätherischen Tonart fis-moll (im Manuscrit Bauyn). Sie steht am Ausklang der Epoche und könnte als letzter Schwanengesang auf die gesamte Gattung aufgefasst werden.

## Komponisten, die Pavanen komponierten
Joan Ambrosio Dalza (dessen in Tabulatur überlieferte Pavanen die ersten gedruckten waren, erwähnt Venedig 1508),
Pietro Paolo Borrono (um 1490 – nach 1563),
Pierre Attaingnant (um 1494–1552),
Luis Milán (um 1500–1561),
Enríquez de Valderrábano (um 1500 – nach 1557),
Giovanni Paolo Paladin (um 1510 – 1566),
Diego Pisador (um 1508 – 1557),
Claude Gervaise (um 1510 – nach 1558), Tielman Susato (um 1510/15 – nach 1570),
Antonio de Cabezón (1510–1566),
Innocentio Alberti (um 1535-1615),
Anthony Holborne (um 1545–1602),
William Byrd (1543–1623),
Thomas Morley (um 1557–1602), Peter Philips (um 1561–1628), John Bull (um 1562–1628), Giles Farnaby (um 1560–1640),
John Dowland (um 1563–1626), Thomas Tomkins (um 1572–1656),
Orlando Gibbons (1583–1625),
Jan Pieterszoon Sweelinck (1562–1621), William Brade (1560–1630),
Johann Hermann Schein (1586–1630),
Samuel Scheidt (1587–1654), Jacob van Eyck (um 1590–1657), Johann Rosenmüller (um 1619–1684), Jacques Champion de Chambonnières (1601 oder 1611–1672), Henri Dumont (1610–1684), Louis Couperin (1626–1661), Gaspar Sanz (1640–1710).

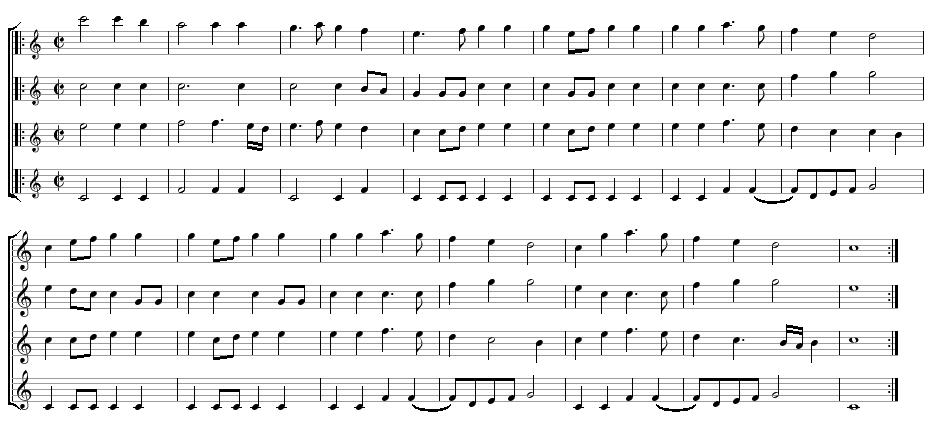
Auszug aus einer Pavane von Pierre Attaingnant, um 1530links|100px|Pavane von Pierre Attaingnant, um 1530

Siehe auch: Historischer Tanz

## Nachempfindende Kompositionen
Seit dem späten 19. Jahrhundert finden sich nachempfindende Kompositionen oder Anspielungen auf die Pavane im Werk einiger Komponisten sowohl in der Kunst- als auch in der Unterhaltungsmusik. Bekannte Beispiele sind:
- Gabriel Fauré, Pavane (1887)
- Maurice Ravel, Pavane pour une infante défunte (1899)
- George Enescu, Pavane, dritter Satz der 2. Suite für Klavier, op. 10 (1903)
- Peter Warlock, Capriol Suite (1926)
- Steve Martland, Mr Anderson’s Pavane
- Kurt Jooss, Pavane auf den Tod einer Infantin
- Jon Lord, Pavane (auf dem Album Sarabande, 1976)
- Jethro Tull/Ian Anderson, Pavane (auf dem Album The Jethro Tull Christmas Album, 2002)
- Jan Akkerman, Pavane
- Alan Parsons Project, The Fall of the House of Usher IV: Pavane (auf dem Album Tales of Mystery and Imagination Edgar Allan Poe)

## Ballett
Im Bereich des Balletts schuf der Choreograf Kurt Jooss 1929 für seine Compagnie ballets Jooss ein tänzerisches Juwel.
Vergeblich versucht eine Infantin, sich vom Zwang der Hofetikette zu befreien. Für ihre Hoffnungen, Wünsche und Träume ist am starr reglementierten Hof kein Platz. Sie wird von der Hofgesellschaft in einem kalten Ritualtanz erdrückt und stirbt einen der anrührendsten Bühnentode des Modern-Dance-Repertoires.
Man kann diese Choreografie auch als Anklage gegen lebensvernichtende Machtstrukturen verstehen. Sie zählt, neben dem Anti-Kriegsballett Der Grüne Tisch, zu den vier Meisterwerken von Kurt Jooss, die internationale Compagnien bis heute immer wieder in ihre Spielpläne aufnehmen.
2004 entstand für Arte eine komplette TV-Bühnenaufzeichnung, getanzt vom Ballet de l’Opéra National du Rhin, einstudiert von der Jooss-Tochter Anna Markard, TV-Regie: Annette von Wangenheim.

## Varia
Pavane ist auch der Titel eines klassischen Science-Fiction-Romans von Keith Roberts aus dem Jahr 1968, der eine alternative Entwicklung der Geschichte zur Zeit Elisabeths I. zur Handlung hat.